# Crithagra
Crithagra je rod ptáků z čeledi pěnkavovitých podčeledi Carduelinae. Jejich domovinou je převážně africký kontinent. Pouze dva druhy žijí na Arabském poloostrově.

## Taxonomie
Když biochemické rozbory prokázaly, že rod Serinus je polyfyletický, byl z tohoto rodu oddělen rod Crithagra. Tento rod ustanovil v roce 1827 William John Swainson pro typový druh Crithagra sulphurata. Název je vytvořen složením řeckých slov κριθάρι = ječmen a αγρεω = lovit.
V češtině se pro druhy rodu Crithagra používá rodový název zvonohlík. Pouze Crithagra concolor má v češtině zavedený název hnědák ostrovní.
| Český název                                                 | Latinský název                                                                     | Obrázek | Domovina                                          |
| ----------------------------------------------------------- | ---------------------------------------------------------------------------------- | ------- | ------------------------------------------------- |
| zvonohlík africký                                           | Crithagra citrinelloides (Rüppell, 1840)                                           |         | Etiopie , Eritrea až po západní Keňu              |
| zvonohlík angolský                                          | Crithagra atrogularis (A. Smith, 1836)                                             |         | střední a jižní Afrika                            |
| zvonohlík arabský                                           | Crithagra rothschildi (Ogilvie-Grant, 1902)                                        |         | Saúdská Arábie, Jemen                             |
| zvonohlík bělobrvý syn. (zvonohlík bělopáskový)             | Crithagra tristriata (Rüppell, 1840)                                               |         | Etiopie, Eritrea, Somálsko                        |
| zvonohlík bělohrdlý                                         | Crithagra albogularis A. Smith, 1833                                               |         | jih Afriky                                        |
| zvonohlík bělořitý syn. (zvonohlík bělobřichý)              | Crithagra dorsostriata Reichenow, 1887                                             |         | východní Afrika                                   |
| zvonohlík bělouchý                                          | Crithagra citrinipectus (Clancey & Lawson, 1960)                                   |         | jihovýchodní Afrika                               |
| zvonohlík černolící                                         | Crithagra capistrata Finsch, 1870                                                  |         | Gabon, Kongo, Angola, Zambie                      |
| zvonohlík dlaskozobý                                        | Crithagra donaldsoni (Sharpe, 1895)                                                |         | Etiopie, Somálsko, Keňa                           |
| zvonohlík etiopský                                          | Crithagra ankoberensis (Ash, 1979)                                                 |         | endemit Etiopie                                   |
| zvonohlík horský                                            | Crithagra melanochroa (Reichenow, 1900)                                            |         | Tanzanie                                          |
| zvonohlík jemenský                                          | Crithagra menachensis (Ogilvie-Grant, 1913)                                        |         | Saúdská Arábie, Jemen, Omán                       |
| zvonohlík kapský syn. (zvonohlík Sharpeův)                  | Crithagra leucoptera Sharpe, 1871                                                  |         | Kapsko                                            |
| zvonohlík keňský syn. (zvonohlík Buchananův)                | Crithagra buchanani (Hartert, 1919)                                                |         | Keňa, Tanzanie                                    |
| zvonohlík lesní                                             | Crithagra scotops Sundevall, 1850                                                  |         | Jižní Afrika                                      |
| zvonohlík natalský                                          | Crithagra symonsi (Roberts, 1916) syn. (Pseudochloroptila symonsi)                 |         | Natal, Lesotho                                    |
| zvonohlík papyrusový                                        | Crithagra koliensis (C. H. B. Grant & Mackworth-Praed, 1952)                       |         | Keňa, Tanzanie, Uganda, Kongo                     |
| zvonohlík proužkohlavý syn. (zvonohlík bělobrvý)            | Crithagra gularis (A. Smith, 1836)                                                 |         | jih Afriky                                        |
| zvonohlík proužkovaný syn. (zvonohlík skvrnitý)             | Crithagra striolata (Rüppell, 1840)                                                |         | od Etiopie po Zambii                              |
| zvonohlík pruhoprsý                                         | Crithagra xantholaema (Salvadori, 1896)                                            |         | Etiopie                                           |
| zvonohlík savanový syn. (zvonohlík žlutořitý)               | Crithagra xanthopygia (Rüppell, 1840)                                              |         | Etiopie, Keňa                                     |
| zvonohlík sírožlutý                                         | Crithagra sulphurata (Linnaeus, 1766)                                              |         | jih Afriky                                        |
| zvonohlík skořicový syn. (zvonohlík principeský)            | Crithagra rufobrunnea (G. R. Gray, 1862)                                           |         | Svatý Tomáš a Princův ostrov                      |
| zvonohlík šedobílý                                          | Crithagra mennelli (E. C. Chubb, 1908)                                             |         | jih Afriky (od Konga)                             |
| zvonohlík šedý                                              | Crithagra leucopygia Sundevall, 1850                                               |         | Sahel po východní Súdán                           |
| zvonohlík tmavý syn. (zvonohlík tmavohnědý)                 | Crithagra burtoni (G. R. Gray, 1862)                                               |         | Angola, Kongo, Tanzanie, Keňa                     |
| zvonohlík východoafrický                                    | Crithagra reichardi (Reichenow, 1882)                                              |         | východní Afrika                                   |
| zvonohlík žlutobřichý                                       | Crithagra flaviventris (J. F. Gmelin, 1789)                                        |         | jih Afriky                                        |
| zvonohlík žlutočelý syn. (zvonohlík Hartlaubův, mosambický) | Crithagra mosambica                                                                |         | subsaharská Afrika                                |
| zvonohlík žlutohnědý                                        | Crithagra totta (Sparrman, 1786) syn. (Loxia totta) syn. (Pseudochloroptila totta) |         | Kapsko                                            |
| zvonohlík žlutohrdlý                                        | Crithagra flavigula (Salvadori, 1888)                                              |         | Etiopie                                           |
|                                                             | Crithagra canicapilla (du Bus de Gisignies, 1855) syn. (Poliospiza canicapilla)    |         | západní Afrika                                    |
|                                                             | Crithagra frontalis (Reichenow, 1904)                                              |         | centrální Afrika                                  |
|                                                             | Crithagra hyposticta (Reichenow, 1904)                                             |         | Jižním Súdánu , Keni , Tanzanii , Zambii a Malawi |
|                                                             | Crithagra reichenowi (Salvadori, 1888)                                             |         | východní Afrika                                   |
|                                                             | Crithagra whytii (Shelley, 1897)                                                   |         | Malawi, Tanzanie, a Zambie                        |
|                                                             | Crithagra striatipectus (Sharpe, 1891) syn. (Crithagra reichardi striatipectus)    |         | Súdán, Etiopie, Keňa                              |
| hnědák ostrovní syn. (snováček ostrovní)                    | Crithagra concolor (Bocage, 1888) syn. (Neospiza concolor)                         |         | endemit ostrova Svatý Tomáš                       |